# Kyōsuke Kasuga
Kyōsuke Kasuga (春日 恭介?, Kasuga Kyōsuke) è il protagonista maschile della serie manga e anime Orange Road. Nella prima versione italiana dell'anime, adattata e trasmessa da Mediaset, il personaggio è stato chiamato Johnny.

## Il personaggio
Kyōsuke Kasuga è il protagonista maschile della serie ed è dotato di una straordinaria serie di poteri soprannaturali, che, così come le sue sorelle minori Manami e Kurumi, ha ereditato dalla defunta madre. I poteri che Kyōsuke utilizza abitualmente nel corso delle serie sono il teletrasporto, la telecinesi e lo "slittamento temporale", una specie di viaggio nel tempo di cui Kyōsuke è vittima ogni qualvolta cade accidentalmente nel vuoto. Kyōsuke è in grado di alterare i dispositivi meccanici ed elettrici a proprio piacimento, come ascensori e semafori, può amplificare i propri sensi (come vista e udito), e ha anche dimostrato una certa potenza ipnotica (in un episodio ha ipnotizzato se stesso per tentare di essere più deciso), benché l'ipnosi sembri essere uno dei principali poteri delle sorelle. Occasionalmente ha utilizzato il proprio potere per aumentare la propria forza o velocità. Raramente, generalmente in stati di emergenza, il suo potere ha assunto la forma di forti scariche di energia in grado di abbattere muri o far saltare tutte le luci di una discoteca.
Ciò nonostante sia a Kyōsuke, sia alle sorelle, è stato categoricamente vietato da loro padre di utilizzare i propri poteri in pubblico per evitare di attirare sulla propria famiglia le attenzioni e la curiosità della gente. La famiglia Kasuga infatti proprio per tale ragione è stata costretta a cambiare città numerose volte, e proprio prima dell'inizio della serie erano stati costretti a traslocare in seguito alla leggerezza con cui Kurumi aveva mostrato il proprio potere in pubblico.
Caratterialmente Kyōsuke è una persona dal cuore tenero, ma profondamente indeciso. Proprio a causa di questa sua irrisolutezza non riesce a respingere le affettuose attenzioni di Hikaru Hiyama, pur covando un sentimento profondo nei confronti di Madoka Ayukawa. Questo triangolo amoroso sarà il principale perno di tutta la storia della serie. Infatti Kyōsuke, inizialmente si lascerà coinvolgere dall'entusiasmo di Hikaru, pur essendo maggiormente coinvolto emotivamente nei confronti dell'affascinante Madoka che ricambia tra l'altro i suoi sentimenti. Con il passare del tempo sbloccare la situazione diventerà sempre più difficile per il ragazzo, soprattutto per il timore (sia suo che di Madoka) di ferire Hikaru, completamente all'oscuro dei reali sentimenti dei due amici.
Nonostante la sua indecisione lo porti a volte a comportarsi da pigro e codardo, Kyōsuke ha un forte senso di giustizia. È l'unico, insieme alle sue sorelle, a capire che Madoka ha un animo molto buono e sensibile. È per questo, e per l'animo gentile, che Madoka e Hikaru si innamorano di lui: loro, tra l'altro, inizialmente non sanno dei suoi poteri ESP, senza i quali sarebbe un tipico ragazzo medio degli anime. Infatti è piuttosto pigro, non ha i talenti e le doti generali di Madoka, e in più, nonostante l'aiuto di quest'ultima, i suoi risultati scolastici sono piuttosto scarsi.
Come suo padre Takashi, Kyōsuke ha la passione per la fotografia. Nel film Orange Road The Movie: ...e poi, l'inizio di quella estate..., ambientato nel futuro dei protagonisti, viene rivelato che Kyōsuke ha intrapreso la carriera di fotoreporter.

## Doppiatori
In Orange Road, Kyōsuke è doppiato in giapponese da Tōru Furuya nell'anime, nei film e negli OAV, mentre da Yuu Mizushima nell'episodio pilota e da Ryō Horikawa nel radiodramma.
Nella versione in italiano da Davide Garbolino nella prima edizione dell'anime e dei film a cura della Mediaset e negli OAV, mentre da Massimiliano Alto nell'adattamento dell'anime e dei film della Dynamic Italia, i quali diritti sono passati poi alla Yamato Video.

## Apparizioni
- Orange Road (1984 – 1987) - manga
- È quasi magia Johnny / Capricciosa Orange Road (1987 – 1988) - serie TV anime
- È quasi magia Johnny: Una difficile scelta (1988) - film
- Capricciosa Orange Road (1989) - serie OAV
- Shin Kimagure Orange Road (1994 – 1997) - serie di light novel
- Orange Road The Movie: ...e poi, l'inizio di quella estate... (1996) - film

## Accoglienza
L'annuale sondaggio Anime Grand Prix, condotto dalla rivista Animage e svolto nel 1988, ha rivelato che Kyōsuke Kasuga fosse l'undicesimo personaggio maschile degli anime più amato dal pubblico giapponese.